# プライベートブランド

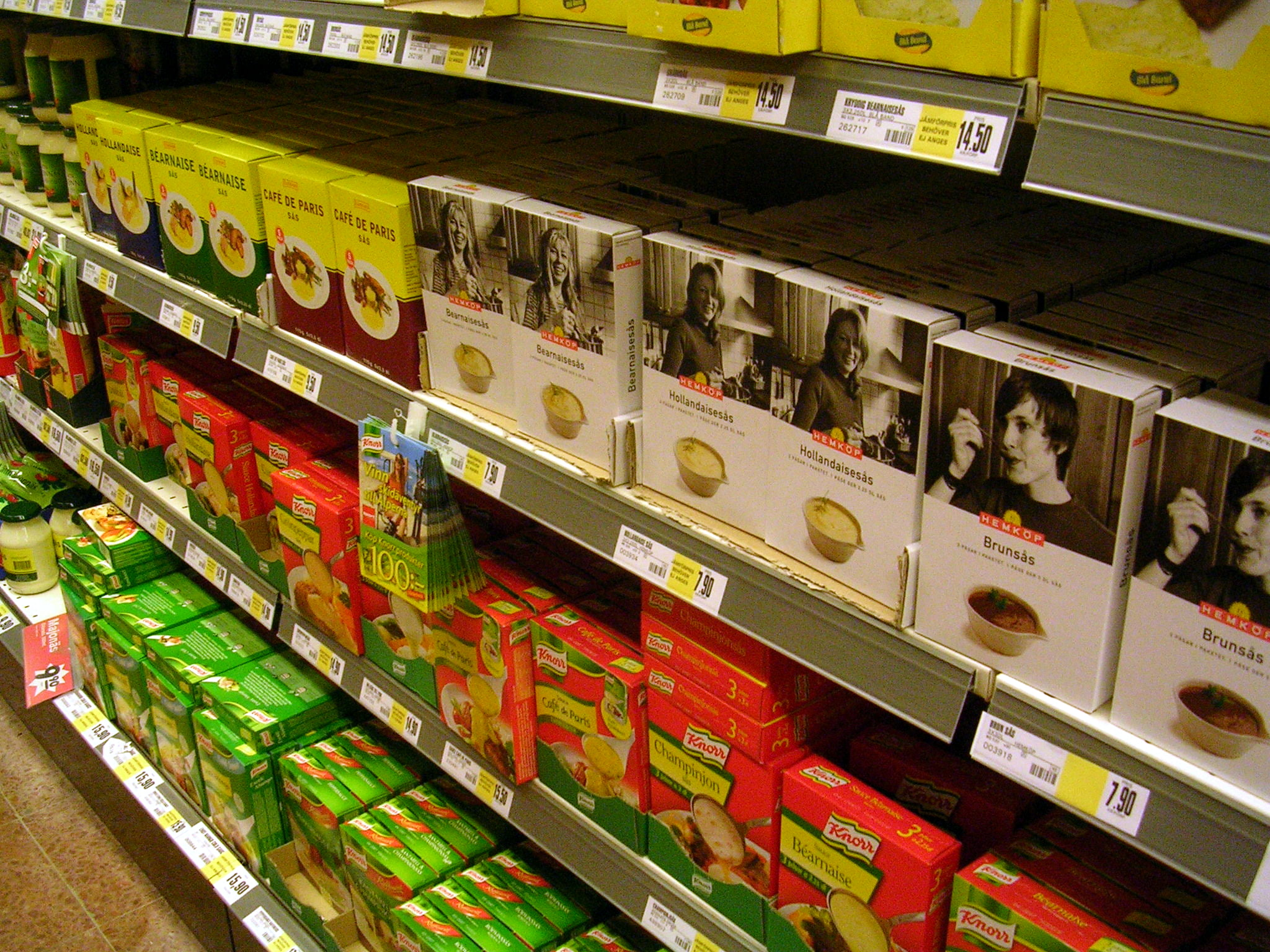
スウェーデンのスーパーのプライベートブランドの例

プライベートブランドは、小売店・卸売業者が企画し、独自のブランドで販売する商品である。
具体的には、流通業者の主導権のもとで製造業者などと連携して開発し、生産される独自ブランドの商品を低価格で販売することである。ナショナルブランド（NB）の対義語。
PBと略され、別名「ストアブランド」、日本語では「自主企画商品」と和訳される。

## 概説
商品の種類は、食品・日用品・衣類・家電製品などさまざまであるが、日常的に消費される食品や日用品が多い。
日本の最古のプライベートブランドは、大丸が1959年に発売した紳士服ブランド「トロージャン」で、食品についてはダイエーが翌1960年に発売した缶詰「ダイエーみかん」である。
1960年ごろから大手百貨店やスーパーマーケット、日本生活協同組合連合会がプライベートブランド商品作りに乗り出しているが、当時はナショナルブランド商品に比べて安いものの品質が劣り、経済情勢が悪いときにブームにはなったものの、一般的ではなかった。本格的な立ち上がりは1980年代半ばからで、もともと西友のプライベート商品として始まった「無印良品」の独立、価格破壊の象徴として、ダイエーによる「セービング」商品などが取り上げられるようになり、プライベート商品が一定の地位を得ることになった。
2006年ごろからの石油や原材料の高騰、サブプライムローンを発端とする経済危機によるナショナルブランド商品の価格上昇と、消費者の節約志向の高まりから人気を呼び、「日経トレンディ」の『2008年ヒット商品ベスト30』の1位に「PB（プライベートブランド）」が、日経MJの『2008年日経ヒット商品番付』の西の横綱にプライベートブランドの「セブンプレミアム（セブン-イレブン）」・「トップバリュ（イオングループ）」が選出された。2009年以降、大手流通グループでは売り上げに占めるPB商品の比率をより高める方針と報道されている。市場規模は約3兆円（2012年現在）と推定されている。

### 商品企画・生産
商品の企画は、チェーンストア・生協などの小売店によるもの、CGC・全日食チェーン・八社会などの複数のチェーンストアによる共同仕入れ組織によるもの、国分・三菱食品などの大手卸売り業者によるものの3種に大別される。

#### 生産
商品の生産・供給には様々な形態がある。
- 生産委託
  - 持ち込み企画の生産委託
    - 自社ブランドメーカーの受託生産部門
    - 受託生産専門メーカー

  - ナショナルブランド商品のOEM供給（コントロールドレーベル）
- 自社生産

### 製造メーカー
1980年代まではブランド力の弱い中小メーカーに委託する場合が多く、品質面で劣る原因の一つでもあったが、近年では大手流通グループと大手ナショナルブランドメーカーと共同で企画・生産する場合が多い。これによって、品質面でも安定するようになり、2000年代中盤からのPB商品ブームにつながっている。
一部の企業を除いて、商品に関する各種問い合わせ窓口は販売者（小売店）が行うため、製造者（メーカー）は原則的に非公開である。ただし、法令で製造者の記載が義務づけられている商品（酒類、乳製品、アルミ・ステンレス製の鍋・やかんなど）や、プライベートブランドの方針で公開している場合は記載される。特に中身が大手ナショナルブランド商品と同一であったり、メーカーがわかることで消費者の安心感・お買い得感を増させる効果を狙って行うことがある。保存のきく食品の場合は、アフターサービスを考慮して製造を担当したメーカーが問い合わせ窓口になる場合がある。
しかし、2013年12月末に発覚したアクリフーズ農薬混入事件では、製造者名の記載のない対象商品の回収に支障を来たしたことで、回収を要する製品が発生した場合の対処方法が問題点として顕在化した。そのこともあり、2015年4月1日よりの食品表示法施行に伴い、ナショナルブランド商品も含めて製造所固有記号の使用は複数の工場で同一製品を製造する場合に限られ、一つの工場でのみ製造している製品は製造者名と製造工場の名称・住所の表示が必要になった（生鮮食品で1年6か月、加工食品で5年の猶予期間あり）。

## メリット
- 消費者側
  - ナショナルブランドとほぼ同品質の製品を、より安価に購入できる。
  - ナショナルブランドにはない高品質・付加価値のある製品を購入できる。
- 販売側
  - 商品の仕様を容易に変更できるため、小売店・消費者の声を直接反映した商品を販売できる。
  - 宣伝・営業費用や卸売り業者は不要であるため、ナショナルブランド商品よりも粗利益率が5〜10ポイント程度高く[1]、販売価格を自由に設定できる（≒「EDLP」）。
  - 原材料・製造方法・仕様を指定することで、商品にオリジナリティのある付加価値をつけることができ、企業・ブランドイメージの向上を計ることができる。
- メーカー側
  - 一定量の販売が確約されることにより、閑散期でも工場稼働率を上げて効率よく生産できるため、コスト削減が可能となる。
  - 売上を安定させることでメーカーの経営が安定する。
  - ナショナルブランドの開発・売込みの土壌を作ることができる。

## デメリット
- 消費者側
  - ナショナルブランドと同じように見えても原材料や配合比率・加工方法・内容量を変えている場合があり、風味・食感に影響を及ぼしたり、品質が価格相応もしくは割高になる場合もある。
  - 販売店はプライベートブランド商品を優先して取り扱うためにナショナルブランド商品の取り扱いが削減され、商品の選択の幅が狭められる場合がある。
  - 当初からナショナルブランドより低価格の商品が多いため、特売商品となりにくい（賞味期限の近い食品などの割引を除く）。
- 販売側
  - 全量買い取りであるため売れ残りが出ても返品できず、他社に転売することもできない。また追加生産のタイミングを誤ると長期間品切れになってしまうので、常に在庫リスクが発生する。
  - 食中毒や異物混入などの事故が発生した場合、製造者に代ってクレーム対応などの責任を負わなければならない。また生産終了後のアフターサービスも行わなければならない。
  - メーカー側との交渉が決裂すると生産が停止されるため人気商品であっても販売を終了せざるを得ず、人気商品であるほど販売店のイメージダウンを受けやすい。
- メーカー側
  - 並行して生産しているナショナルブランド商品の売り上げが減少することがある。
  - 商品によっては粗利益率がナショナルブランドよりも10ポイント程度低くなることがある[1]。
  - 販売側の指摘する規格と誤差が生じた場合、商品の受け取り拒否をされることがある。特に食品の場合は転売はおろか中身の詰め替えもできず、大量の在庫を抱えたり、そのまま処分しなければならず、本来回収できるはずの費用が入ってこないため、資金繰りが苦しくなる。
  - 受託生産の依存度が高くなるとナショナルブランドの開発力・営業力が低下し、工場の稼働率が発注元の発注量に左右される。

## 主なプライベートブランド

TOPVALU〔トップバリュ〕製品のロゴ

### スーパーマーケット
- TOPVALU〔トップバリュ〕（イオン）- 1994年にトップバリューとして販売開始、2000年にトップバリュへ変更。2011年度実績で約6,000品目、売上高約5,273億円[1]。2016年度の実績では7,156億円の売上高となっている[4]。いなげや・マルエツ・フジ・リテイリングなどイオンと資本・業務提携を結んでいる企業でも取り扱っている。
  - トップバリュ セレクト - 品質を重視した、やや高めの製品。
  - トップバリュ - 通常の価格帯の製品。
  - トップバリュベストプライス - 通常のトップバリュ商品よりも、さらに安価な第二ライン。2010年に販売開始。
  - トップバリュ グリーンアイ
  - トップバリュホームコーディ - 雑貨や家具、家電などに命名されている。
- maruetsu365〔マルエツさんろくご〕（マルエツ）
- セブンプレミアム（セブン&アイ・ホールディングス）- 2007年5月に49品目で販売開始。全品に製造者を明記し、問い合わせ窓口も製造者となっている。セブン-イレブンやイトーヨーカドー、ヨークベニマル、そごう・西武といったグループ各社だけでなく、提携先の天満屋ストアなどにも供給されている。売り上げの約75%はセブンイレブンによるもの。2011年度実績で約1,500品目、売上高約4,200億円[1]。2016年度の実績では3,650品目、1兆1,500億円の売上高となっている[5]。
  - セブンプレミアム
  - セブンプレミアム ゴールド
  - セブンプレミアム フレッシュ
  - セブンプレミアム ライフスタイル
- ザ・プライス イトーヨーカドーのみで取り扱い（一部商品はセブン-イレブンでも取り扱う）。セブンプレミアムより低価格に特化している。元々はセブン&アイ系列のディスカウントストアの屋号だった。
- StyleOne〔スタイルワン〕[6]（ユニー・イズミヤ(、2023年以前のフジ)）
2009年3月に東海地方を基盤とするユニーと近畿地方を基盤とするイズミヤ、中国・四国地方を基盤とするフジの3社による共同プライベートブランド商品を開発することを発表し、同年6月24日の3社会見でブランド名を「スタイルワン」とすることを発表。そして2009年8月21日より「スタイルワン」のブランド名による食品90品目・日用品10品目の発売を3社同時に開始し、イオンの「トップバリュ」やセブン&アイ・ホールディングスの「セブンプレミアム」の“PB2強”に対抗することになった。キャッチコピーは「わたしのお気に入り。」。
「スタイルワン」ブランドの商品は開発に携わった上記3社[7] の直営・系列店舗の他、「サンリブ」・「マルショク」（ともにサンリブ・マルショクグループ）と「リコス」（現在はG-7ホールディングス傘下）でも取り扱っている。かつてはユニーグループ・ホールディングス（のちのユニー・ファミリーマートホールディングス）傘下のコンビニエンスストア「サークルK」（日本国内店舗のみ。また日本国内店舗はファミリーマートに転換済）、「サンクス」（ファミリーマートに転換済）の店舗でも取り扱っていた。
スタイルワンブランドのカップ麺に関しては、縦型カップ（しょうゆラーメンなど）の場合、ユニーでは「e-price」からの流れで日清食品製のものが、イズミヤでは「good-i」からの流れでエースコック製のものが販売されるなど店舗によって異なっていたが、「しょうゆラーメンカップ」は2010年秋までに日清食品製のものに一本化された。現在はサンヨー食品や東洋水産製のものも店舗によって販売されている。袋麺（インスタントラーメン）は各社とも明星食品製のものが販売されている。[要出典]
2011年8月、株式会社サークルKサンクス（のちの2代目株式会社ファミリーマート）が展開していた105円均一の菓子シリーズのブランド「ほがら菓たいむ」の全製品を「スタイルワン」ブランドに切り替えた。
2016年9月1日付で、ユニーおよびサークルKサンクスの親会社であったユニーグループ・ホールディングスが（初代）ファミリーマートと経営統合してユニー・ファミリーマートホールディングスを新たに発足させ、サークルKサンクスは（2代目）ファミリーマートへと商号を変更した。経営統合後もサークルK・サンクス店舗においては「スタイルワン」ブランドの商品の販売を継続していたが、ファミリーマートのプライベートブランド「ファミリーマートコレクション」に切り替える店舗も増えており、ファミリーマートも経営統合の成果を早期に出すため2017年春までには全商品の切り替えを完了させたいと発表した[8]。そしてファミリーマートへ未転換のサークルK・サンクスの店舗向けの供給も2017年2月末をもって終了となった[9]。ただし、アピタ・ピアゴ・miniピアゴ（ファミリーマートとのコラボ店舗を除く）への「スタイルワン」ブランド商品の供給は継続される。
2014年にイズミヤが阪急阪神東宝グループのエイチ・ツー・オー リテイリングと経営統合[10]。2018年にフジがイオンと資本業務提携[11]し、2022年にイオン傘下へ。2019年にユニーがドンキホーテホールディングス（現・パン・パシフィック・インターナショナルホールディングス、PPIH）の傘下になった[12]。それぞれの関係会社でも個別のプライベートブランド[注 6]を展開していることもあり、「スタイルワン」の動向が注目されていたが、2019年4月16日にユニーとイズミヤが今後も「スタイルワン」を存続させることを明らかにした[13]。同年4月22日にフジも同様に継続を表明し、前記の業界再編の経緯もあり、今後はフジが商品開発やブランド展開を主導していく事を表明していたが[14]、2024年春に予定されているマックスバリュ西日本との完全統合に向けた措置の一環として、2023年8月31日をもって全商品の販売を終了、トップバリュに移行することを同年3月に発表[15][16]。ユニーもPPIHから新しいプライベートブランド商品を導入することに伴い、2025年6月までにスタイルワンの取り扱いを終了する事を2023年8月に発表した[17]。なお、2020年2月にminiピアゴを運営する99イチバがユニーグループを離脱したが、スタイルワンの取り扱いは継続している。
イズミヤが展開しているPB商品の「good-i」（グッド・アイ）ブランドは当面[いつ?]「スタイルワン」と並行して販売が継続されるほか、フジが展開しているPB商品「くらしのモルト」に関しては食料品を中心に「スタイルワン」への商品切り替えを行っている[いつ?]。
この「スタイルワン」ブランドがスタートする前にも2008年にはユニーがイズミヤとの共同仕入れなどの業務提携を締結しており、ユニー（アピタ・ピアゴなど）のPB商品「e-price」（イープライス）の一部商品をイズミヤでも取り扱うようになっていた。
  - PrimeONE〔プライムワン〕[18](ユニー・イズミヤ(、2023年以前のフジ))- スタイルワンよりも上質・こだわり感のある食料品・雑貨品につけられているスタイルワンのプレミアム・ブランド。価格はスタイルワンより少し高め。キャッチコピーは「ひとつ上の、満足。」。
  - UUCS（ユニー）
  - e-price（ユニー）
  - グッド・アイ（イズミヤ）
- スターセレクト（ライフコーポレーション・ヤオコーの共同ブランド）
- スマイルライフ（ライフコーポレーション）[19]
  - ライフプレミアム（ライフコーポレーション）
  - ライフナチュラル（ライフコーポレーション
- Yes! (ヤオコー)
  - Yes! Everyday
  - Yes! Premium
  - Yes! Happiness
- みなさまのお墨付き（西友）- グレートバリューから移行して誕生。2012年12月7日販売開始[20]。
  - きほんのき
- 万代選品（万代）
- プロ仕様（肉のハナマサ）
- Valor select、Valor plus（バロー）
- くらしらく（サンリブ・マルショク）
- Tokyu Store Plus〔東急ストアプラス〕（東急ストア）- かつては東急エクセレントならびに東急セレクトと名乗っていた。
- 阪急の味（阪急オアシス）
- ハローズセレクション（ハローズ）

### ドラッグストア
- HapYcom〔ハピコム〕（イオン） - イオン傘下のドラッグストアおよびイオンのドラッグ部門の大衆薬のブランド。2009年5月まではウエルシアを使用していた。
- MK CUSTOMER（マツモトキヨシ）
  - アルジェラン（マツモトキヨシ）
  - ルンタ（マツモトキヨシ）
  - Melano Science（マツモトキヨシ）
  - 和サプリ（マツモトキヨシ）
- エス・セレクト（スギ薬局）- 同社が販売する医薬品、日用品の一部。
  - エス・ユニーク - 同社が販売する日用品の一部。
  - エス・ルミエ - 同社が販売する化粧品。
- M's one〔エムズワン〕（ツルハホールディングス）
  - くらしリズム
- からだWelcia・くらしWelcia（ウエルシア）
  - ウェルマーク
- Basic（薬王堂）
- K-Select（キリン堂）

- くらしリズム
- ダイコクの力（ダイコクドラッグ）
- ON365〔オンサンロクゴ〕（コスモス薬品）

### ホームセンター
- LIFE LEX〔ライフレックス〕（コーナン）
  - EDLP〔エブリディ・ロー・プライス〕（コーナン）
  - SOUTHERNPORT〔サザンポート〕（コーナン）
  - PRO-TEC〔プロテック〕（コーナン）
- @HOME、CAINZ（カインズ）
- D2 Original（ケーヨー）
- K+、アテーナライフ、緑館（コメリ）
- ロイバリュ（ロイヤルホームセンター）
- joyful DAYS (ジョイフル本田)
- ビバライフ（ビバホーム）
- HANDSMAN ORIGINAL（ハンズマン）

### ディスカウントストア
- 情熱価格（パン・パシフィック・インターナショナルホールディングス ドン・キホーテ、長崎屋）
- PRICE LOCK ON!、QUALITY LOCK ON!（トライアル）
- Make a GOOD Choice!、Make a ECO Choice!（MrMAX）
- D-PRICE〔ディープライス〕（大黒天物産）
- mykai （ロヂャース）
- BIG‐A（ビッグエー）

### 家電量販店
- ヤマダセレクト（ヤマダ電機）- ハーブリラックスから移行。
  - RIAIR - エアコンや扇風機などの空調機器
- e angle （エディオン）
- ELSONIC （ノジマ）
- ORIGINAL BASIC（ビックカメラ）

### 100円ショップ
- ダイソーセレクト（ダイソー）- 同社の販売する食料品や日用品の一部。
- Do!STARS（キャンドゥ）
- ワッツセレクト（ワッツ）

このほか、大手100円ショップでは、大手有名NBメーカーに自社専用商品として発注する場合が多い。

### コンビニエンスストア
- ファミマル（ファミリーマート）- 2012年10月に「ファミリーマートコレクション」の名称で販売開始し、旧ブランドから順次移行。白色のパッケージの「レギュラーライン」と、中高年をターゲットとした茶色のパッケージの「プラチナライン」の2種がある。2012年度の取り扱いは約1,200品目で、売上高1,200億円を目標としている[1]。2016年9月のファミリーマートとユニーグループ・ホールディングスの経営統合により、サークルKやサンクスの店舗でも「スタイルワン」から順次ファミリーマートコレクションに置き換えられた。2021年10月19日から、弁当・惣菜向けブランド「お母さん食堂」と統合して「ファミマル」に名称変更し、旧ブランドから順次移行する[21]。
- ローソン - 全ブランドあわせて2011年度実績で約1,500品目、売上高約1,000億円[1]。
  - バリューライン （ローソン、ローソンストア100） - 2008年から全国展開開始。
  - ローソンセレクト - 2010年販売開始。ローソンと業務資本提携を結んでいるポプラでも一部商品の取り扱いがある。
  - Uchi Cafe - デザート。
  - おやつごろ。 - お菓子。
- Secoma (旧・セイコーフレッシュ)（セイコーマート）
- 良味100選（デイリーヤマザキ） - 基本的にデイリーヤマザキのプライベートブランドであるが、スーパーヤマザキやホーマックニコットの一部店舗でも販売される場合もある。

### 外資系流通業の独自開発商品
- グレートバリュー（ウォルマート）- 日本では西友が2005年に導入。
- カルフールブランド（カルフール）
  - ルフレ・ド・フランス（カルフール）
  - カルフールディスカウント（カルフール）
  - NO.1（通称「N1」、カルフール）
- テスコブランド（テスコ、日本では主につるかめランドでの取り扱い）
  - テスコバリュー（テスコ、日本では主につるかめランドでの取り扱い）
- カークランドシグネチャー（コストコ）
- Amazonベーシック（amazon）

### ボランタリーチェーンの共同開発商品
- スーパーマーケット
  - くらし良好（旧ブランド名はトプコ、生活良好。コプロ社が開発、オール日本スーパーマーケット協会で販売）- 1973年販売開始。
  - CGC（シジシージャパン）- 1975年販売開始。2011年度実績で約1,200品目、売上高約1,200億円[1]。
  - くらしモア（ニチリウグループ）- 1995年販売開始。
  - Vマーク（バリュープラス） （八社会）
  - モアセレクト、スマイルキューブ（全日食）
  - ハートフラッグ(セルコグループ)
- ドラッグストア
  - NiD（日本ドラッグチェーン会）
  - AJD（オールジャパンドラッグ）
  - Win（WINグループ）
  - ビックビット（ジョヴィ）
  - ラフェルサ（グレートアンドグランド社が開発した医薬品）
    - Medigen+〔メディジェン〕（グレートアンドグランド社が開発した衛生用品）
    - Health Lead〔ヘルスリード〕（グレートアンドグランド社が開発した健康食品）
    - Claudia Jansen〔クラウディア ジャンセン〕（グレートアンドグランド社が開発した化粧品）
    - Dr.Denlist〔ドクターデンリスト〕（グレートアンドグランド社が開発したオーラルケア用品）
    - Goody Life〔グッディライフ〕（グレートアンドグランド社が開発した日用品）
    - Petit Smile〔プチスマイル〕（グレートアンドグランド社が開発したベビー用品）

  - Pi（プロダクト・イノベーション社が開発した医薬品、食品、衛生雑貨、化粧品）
  - ハピコム（イオングループのドラッグストアまたは提携しているドラッグストアで販売している医薬品などのブランド名）

- 生活協同組合

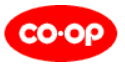
コープ商品のロゴ

  - コープ商品（日本生活協同組合連合会が開発、各加盟組合で販売）- 1960年販売開始。2011年度実績で3,618品目、売上高約4,100億円[1]。
  - なるほど商品（コープさっぽろ）
  - コープス（コープこうべ）
- 農業協同組合
  - エーコープマーク品（各JA、Aコープ店舗で販売）

### その他
- green label relaxing（ユナイテッドアローズ）
- CLOSSHI （しまむら）
- ELFINDOLL（エルフィンドール）（西松屋）[22]
- IGNIO（アルペン）
- オートバックスクオリティ（オートバックスセブン）
- fpiedi〔ピエティー〕（アプライド）
  - MONO（アプライド）
  - あばれ馬（アプライド）
  - MONO BLOCK（アプライド）
- BestChoice〔ベストチョイス〕（コンフェックス）
108円（2019年1月現在）で購入できる菓子シリーズである[23][24]。
合成着色料・合成保存料は使用していない。
菓子総合技術センターのSQマークに合格している。（No.E00284）[要出典]
牛乳鈴カステラ・たまごパンなどがラインナップ

### かつて存在したプライベートブランド
- セービング、BUBU、コルティナ、おいしくたべたい！、暮らしの88、サリブ、愛着仕様、FIT（ダイエー）
イオングループ入りの際にトップバリュと統合され消滅。
- グリーンアイ (イオン)
1993年登場。2000年に「トップバリュ グリーンアイ」として統合[25]。
- フーデックス、ホーメックス（マルエツ）
- ファインセレクト（西友）
- 生活応援スーパープライス（マイカル）
食料品や日用消耗品を中心に展開していたが、2001年の経営破綻と、イオンをスポンサーとする経営再建の過程において、トップバリュに順次置き換えられ廃止された。マイカルグループのジェスマックが販売。
- 無印良品（西友）
元来は1980年に誕生した西友のプライベートブランドであったが、1983年に青山で直営店をオープンさせたあと、1989年に社名を「良品計画」として独立。広い意味でのブランドとしては現在も存在する。
- カットプライス（イトーヨーカドー）
- くらしのモルト（フジ）
StyleOneへの移行で消滅。

### 倒産や統合した小売業にあったプライベートブランド
- 百歳元気（ビッグバン）
主に宮崎県内にあったディスカウントストアで、2004年に倒産。CMにばってん荒川が出演していた。
- OffPrice（ヤナゲン）
2005年9月ごろから平和堂グループ入りしたが、2006年3月ごろにニチリウグループのプライベートブランド「くらしモア」に切り替えたことから廃止。

## 農林水産省による実態調査
2009年8月、農林水産省の補助事業として、社団法人食品需給研究センターが食品メーカとスーパーを対象にPB商品の企画開発・製造・流通についての実態調査を開始、2010年4月19日に調査結果を発表した。